# Phreatia micrantha
Phreatia micrantha là một loài thực vật có hoa trong họ Lan. Loài này được (A.Rich.) Lindl. miêu tả khoa học đầu tiên năm 1859.